# مستضعف

ديفيد ضد جالوت. نقش رامبرانت 1606-1669

المستضعف (بالإنجليزية: Underdog)‏ هو شخص أو مجموعة في منافسة، عادة في الرياضة والأعمال الإبداعية، يكون من المتوقع أن يخسر إلى حد كبير. يُطلق على الحزب أو الفريق أو الفرد المتوقع خسارته اسم المستضعف. في حالة فوز المستضعف، تكون النتيجة مفاجأة.

## وصلات خارجية
- "Top dog". The Phrase Finder. مؤرشف من الأصل في 2021-05-06. اطلع عليه بتاريخ 2013-09-19.